# Takamitsu Tomiyama
Takamitsu Tomiyama (jap. 富山 貴光 Tomiyama Takamitsu; ur. 26 grudnia 1990) – japoński piłkarz występujący na pozycji napastnika. Obecnie występuje w Sagan Tosu.

## Kariera klubowa
Od 2013 roku występował w klubach Omiya Ardija i Sagan Tosu.